# De-facto-Vergabe
De-facto-Vergabe ist ein Begriff aus dem deutschen Vergaberecht. De-facto-Vergaben sind Vergaben, bei denen der öffentliche Auftraggeber einen öffentlichen Auftrag nicht im Wege eines den Vergaberegeln entsprechenden Vergabeverfahrens erteilt.
Dies betrifft beispielsweise Direktaufträge, obwohl die Wertgrenzen für Ausschreibungen oder Schwellenwerte überschritten wurden.

## Rechtsfolgen
Rechtsgrundlage zur Behandlung von De-facto-Vergabe oberhalb der EU-Schwellenwerte ist § 135 GWB. Der im Wege einer De-facto-Vergabe geschlossene Vertrag ist nach § 135 Abs. 1 GWB unwirksam, wenn der Verstoß fristgerecht nach § 135 Abs. 2 GWB in einem Nachprüfungsverfahren festgestellt wurde.
De-facto-Vergaben sind rechtswidrig.